# Vickers Mk VIII Harry Hopkins
Il Tank, Light, Mk VIII (A25), conosciuto anche come Harry Hopkins, dal nome del consigliere diplomatico capo di Roosevelt, era un carro armato leggero britannico prodotto dalla Vickers-Armstrongs durante la seconda guerra mondiale. Il Mk VIII fu l'ultimo esponente della famiglia di carri leggeri prodotti dall'azienda per il British Army, successore del Vickers Mk VII Tetrarch. Rispetto a quest'ultimo, il carro presentava dimensioni maggiori e corazzatura più spessa. Il progetto venne presentato al War Office alla fine del 1941; seguì dal Tank Board del War Office un ordine per 1.000 esemplari, portati a 2.410 a novembre. La produzione di serie iniziò a giugno 1942, ma si manifestarono immediatamente dei problemi e, dopo i reclami del War Office e del Fighting Vehicle Proving Establishment, fu necessario apportare diverse modifiche al progetto. Questi problemi si rivelarono talmente gravi che fino a metà 1943 erano stati prodotti solo 6 carri e soli 100 quando la produzione, assegnata alla sussidiaria Metro-Cammell, terminò a febbraio 1945. 
Da metà del 1941, gli ufficiali del War Office e del British Army avevano deciso di non schierare più carri leggeri, a causa dell'insufficienza di armamento e protezione e delle scarse prestazioni complessive durante il conflitto. Di conseguenza il Mk VIII era già obsoleto nel momento in cui i primi esemplari uscivano di fabbrica e nessuno di questi entrò mai in combattimento. Alla luce di queste decisioni vennero valutati impieghi diversi per il carro, incluso l'impiego con le unità di ricognizione o la fallimentare idea di munirli di ali in modo da trainarli come alianti sul campo di battaglia, in supporto alle truppe aviotrasportate. Infine venne deciso di cedere i carri prodotti alla Royal Air Force per la difesa degli aeroporti. 
Venne sviluppata anche una variante semovente d'artiglieria, l'Alecto, armato con un obice e destinato al supporto delle truppe aviotrasportate. Tuttavia, anche di questo mezzo vennero prodotti pochissimi esemplari, che non entrarono mai in azione.

## Sviluppo
Il Mk VIII fu progettato dalla Vickers-Armstrongs quale successore del Mk VII Tetrarch per il British Army. Il progetto prevedeva miglioramenti in diversi settori, in particolare la protezione, che era maggiore rispetto al Tetrach, con la corazzatura dello scafo frontale e della portata a 38 mm e quella laterale a 17 mm; inoltre le piastre di torretta e scafo erano maggiormente inclinate per deviare i colpi. Il nuovo carro risultava inoltre più grande e tutte queste modifiche ne pregiudicarono l'aerotrasportabilità, in quanto risultava troppo pesante anche per l'aliante General Aircraft Hamilcar.
Utilizzando lo stesso motore 12 cilindri del predecessore, il maggior peso implicava una riduzione della velocità massima. L'armamento era lo stesso: un cannone da 40 mm Ordnance QF 2 lb e una mitragliatrice BSA Besa calibro 7,92 × 57 mm Mauser, entrambi in torretta. L'inusuale sistema di sterzo era anch'esso mutuato dal Tetrarch: le ruote frontali potevano sterzare leggermente per deformare i cingoli e consentire un ampio angolo di svolta; per sterzate più strette si ricorreva al sistema tradizionale di frenata su uno dei due treni di rotolamento. Questo doppio sistema era pensato per ridurre lo spreco di energia e l'usura delle parti meccaniche. Diversamente dal Tetrarch, sul Mk VIII questo sistema era servoassistito.

## Impiego operativo

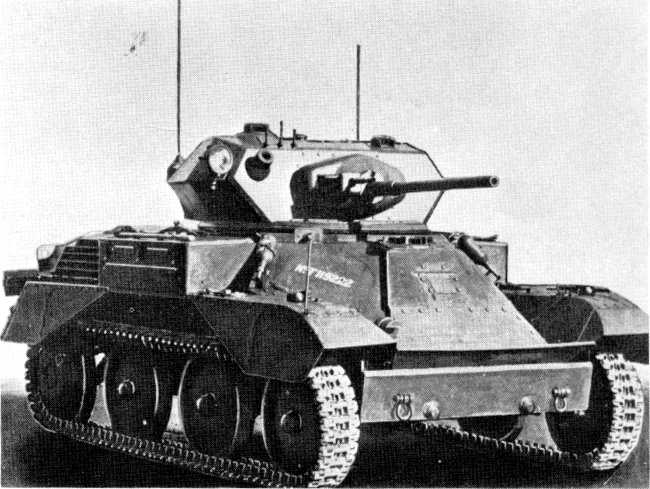
Mk VIII Light Tank

Dalla metà del 1941, War Office e Army erano giunti alla conclusione che i carri leggeri erano troppo vulnerabili e poco potenti per la prima linea, principalmente dopo le gravi perdite subite da questi mezzi durante la campagna di Francia, quando la carenza di carri medi costrinse gli inglesi a utilizzare i carri leggeri contro i corazzati tedeschi. I ruoli pre-bellici del carro leggero, quale la ricognizione, poteva essere svolto al meglio dalle autoblindo, con equipaggi più piccoli e migliori capacità fuoristrada. Di conseguenza, la considerevole quantità di Mk VIII usciva dagli stabilimenti Metro-Cammell già obsoleta. Vi era un requisito per un limitato numero di carri leggeri per le divisioni corazzate britanniche, ma venne soddisfatto dal carro leggero americano M5 Stuart. Un rapporto politico del dicembre 1942 suggeriva di assegnare il carro a reggimenti da ricognizione o speciali reggimenti carri leggeri destinati a operazioni speciali. Queste possibilità vennero valutate e scartate; venne infine deciso di assegnare i Mk VIII alla Royal Air Force per la difesa delle installazioni e degli aeroporti. 
Il Mk VIII venne anche considerato nell'ambito del progetto Baynes Bat per convertire i carri armati leggeri in alianti tramite l'applicazione di un'ala. Il progetto venne abbandonato dopo lo schianto del primo prototipo.